# سیارک ۵۸۱۹
سیارک ۵۸۱۹ (به انگلیسی: 5819 Lauretta، نامگذاری:1989UZ4) پنج هزار و هشتصد و نوزدهمین سیارک کشف شده‌است که در ۲۹ اکتبر ۱۹۸۹ کشف شد.
قدر مطلق سیارک برابر ۲۵.۷ است.